# Bam Bam Bigelow
Scott Charles Bigelow (1 de septiembre de 1961-19 de enero de 2007) fue un luchador profesional estadounidense, más conocido por su nombre artístico Bam Bam Bigelow. Bigelow fue conocido por ser uno de los luchadores grandes más ágiles, ya que con 1.93 metros y 150 kg realizaba movimientos aéreos. Bigelow trabajó principalmente para las empresas World Wrestling Federation (WWF), World Championship Wrestling (WCW) y Extreme Championship Wrestling (ECW), además de numerosas promociones en Japón.
Entre sus logros destaca un Campeonato Mundial, ya que ganó una vez el Campeonato Mundial Peso Pesado de ECW. También tuvo un reinado como Campeón Televisivo de ECW, un reinado como Campeón Hardcore de WCW y dos reinados como Campeón Mundial en Parejas de WCW.

## Carrera

### Inicios
A principios de 1987, Bigelow empezó a trabajar en la Continental Wrestling Association, haciendo equipo con Jerry Lawler en un feudo contra Austin Idol & Tommy Rich. 

### World Wrestling Federation (1987)
A los 26 años de edad, Bigelow empezó a trabajar en World Wrestling Federation (WWF) bajo el nombre de Bam Bam Bigelow como un "agente libre", al cual muchos mánager quisieron representar. Sin embargo, el único al que Bigelow aceptó fue a Sir Oliver Humperdink. En Survivor Series, El Team André (André the Giant, One Man Gang, King Kong Bundy, Butch Reed & Rick Rude) derrotó al Team Hogan (Hulk Hogan, Paul Orndorff, Don Muraco, Ken Patera & Bam Bam Bigelow), lucha en donde eliminó a Bundy y a Gang y fue el último eliminado de su equipo, siendo eliminado por André. Sin embargo, poco después fue despedido de WWF.

### NWA y Japón (1987-1992)
Poco después de ser despedido de WWF, Bigelow empezó a trabajar en Jim Crockett Promotions a finales de 1988, donde respondió a un reto abierto propuesto por el Campeón de los Estados Unidos Peso Pesado de NWA Barry Windham. También trabajó para la empresa japonesa de Antonio Inoki, New Japan Pro Wrestling, en donde hizo una pareja con Big Van Vader, llegando a derrotar a Hiroshi Hase & Mutoh Keiji el 5 de noviembre de 1991, ganando el Campeonato en Parejas de IWPG. Vader y Bigelow retuvieron el campeonato hasta el 26 de junio de 1992, perdiéndolo ante The Steiner Brothers (Rick & Scott). En 1992 dejó NJPW, pero peleó para otras empresas japonesas.

### World Wrestling Federation (1993-1995)

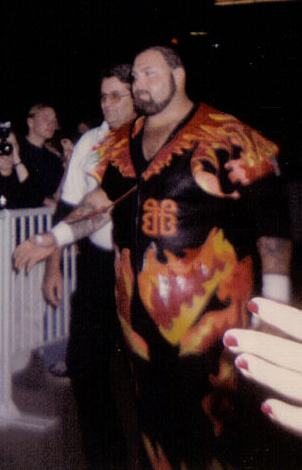
Bigelow en un evento de la WWF en 1995.

Bigelow regresó a WWF en 1993 como heel, derrotando en el evento Royal Rumble a The Big Bossman. Tras esto, estuvo un período invicto en los programas de RAW, derrotando a gente como Scott Taylor o Virgil. En King of the Ring participó en el torneo para coronarse King of the Ring, derrotando a Jim Duggan en la primera ronda, pasando las semifinales al no tener oponente, pero perdió en la final ante Bret Hart. En SummerSlam se enfrentó junto a The Headshrinkers a Tatanka & The Smoking Gunns (Bart & Billy Gunn), saliendo ganadores los segundos. El 4 de octubre de 1993 en RAW participó en una Battle Royal de 20 personas para coronar a un nuevo Campeón Intercontinental, pero el ganador fue Razor Ramon. Tras esto, Luna Vachon se volvió su amante y mánager y tuvo un feudo con Tatanka y Doink the Clown, enfrentándose en Survivor Series, donde The Four Doinks The Bushwhackers (Butch Miller & Luke Williams) & Men on a Mission (Mabel & Mo) derrotaron al Team Bigelow (The Headshrinkers (Samu & Fatu), Bastion Booger & Bam Bam Bigelow), siendo Bigelow el último eliminado de su equipo. En Royal Rumble derrotó a Tatanka y en WrestleMania X derrotó, junto a Luna Vachon a Doink The Clown & Dink The Clown. En King of the Ring volvió a participar en el torneo anual, pero fue derrotado en la primera ronda por Ramon. 
Tras esto, en verano de 1994, se unió a la Million Dollar Corporation, peleando en multitud de ocasiones junto a los miembros I.R.S. y Tatanka, derrotando junto a I.R.S. a The Head Shrinkers en SummerSlam. Luego, la Million Dollar Corporation tuvo un feudo con Lex Luger, enfrentándose Bigelow a él el 10 de octubre en RAW, pero fue derrotado. Sin embargo, en Survivor Series el The Million Dollar Team (King Kong Bundy, Tatanka, Bam Bam Bigelow, Jimmy Del Ray & Tom Prichard) derrotaron a Guts & Glory (Lex Luger, Mabel, Adam Bomb, Billy Gunn & Bart Gunn). Tras esto, Bigelow y Tatanka empezaron a pelear por el Campeonato Mundial en Parejas de WWF, derrotando en diciembre de 1994 a Mabel & Mo y a The Headshrinkers, pero fueron derrotados en la final en Royal Rumble (1995) ante 1-2-3 Kind & Hardcore Holly. Tras su derrota, Bigelow culpó a estrella de los New York Giant Lawrence Taylor de su derrota, empezando ambos un feudo que les llevaría a luchar en el evento principal de WrestleMania XI, donde Bigelow perdió.
Después de su derrota, Bigelow pasó a ser face, dejando la Million Dollar Corporation y derrotando a su antiguo compañero Tatanka en In Your House I, a I.R.S. el 15 de mayo en RAW, a Duane Gill el 12 de junio en RAW y en King of the Ring se alió con el Campeón de la WWF Diesel y derrotaron a Tatanka & Sycho Sid. A pesar de esto, en In Your House II derrotó a Henry Godwinn y en In Your Hosue III y Survivor Series fue derrotado por The British Bulldog y Goldust respectivamente. Durante 1995, Bigelow tuvo varios problemas con los miembros de The Kliq, por lo que, tras Survivor Series, dejó WWF.

### Extreme Championship Wrestling (1996-1998)
Su primera aparición en ECW fue en Ultimate Jeopardy, derrotando a Terry Gordy. Su siguiente aparición fue en 1997, en Heatwave, donde hizo equipo con Chris Candido y derrotaron a Chris Chetti & Balls Mahoney. Tras esto, se volvió un luchador fijo de la compañía. En Hardcore Heaven derrotó a "Little" Spike Dudley. Luego tuvo un feudo con Shane Douglas, a quien derrotó el 16 de octubre, ganando el Campeonato Mundial Peso Pesado de ECW, siendo este su único campeonato mundial. En Cyberslam ambos derrotaron a Rob Van Dam & Sabu. Sin embargo, en November to Remember perdió el Campeonato de ECW ante Douglas, terminando su feudo. Tras esto, empezó otro feudo con Taz, a quien derrotó en Living Dangerously, ganando el Campeonato Televisivo de ECW de Taz, pero el 4 de abril de 1998 lo perdió ante Van Dam. Su última aparición fue en Wrestlepalooza, en donde derrotó a New Jack.

### World Championship Wrestling (1998-2001)

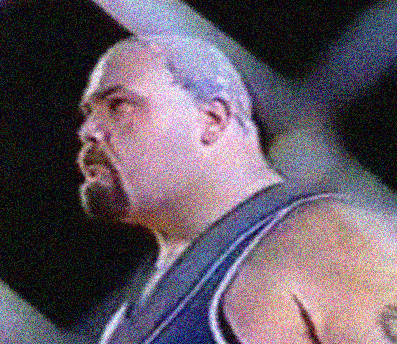
Bigelow en un evento de artes marciales mixtas de la U-Japan.

En 1998, Bigelow firmó con WCW, debutando el 16 de noviembre contra el Campeón Mundial Peso Pesado de WCW Goldberg, empezando un feudo con él. En Souled Out derrotó a Wrath, pero en SuperBrawl XI perdió ante Goldberg. Luego tuvo una racha de victorias, derrotando en Spring Stampede a Hak y en Slamboree, a Brian Knobbs, ambos en un "hardcore" match. En mayo formó junto a Diamond Dallas Page y Chris Kanyon un equipo conocido como The Triad, empezando un feudo con Scott Levy & Perry Saturn, derrotándoles el 31 de mayo, ganando el Campeonato Mundial en Parejas de WCW, siendo nombrados los tres campeones del título por la Freebird Rule. En Bash at the Beach los retuvieron frente a Perry Saturn & Chris Benoit, pero los perdieron el 10 de junio ante Saturn & Benoit, recuperándolos tres días después, pero perdiéndolos un mes después ante Harlem Heat (Stevie Ray & Booker T). Tras casi 6 meses de inactividad, el 27 de febrero de 2000 derrotó a Knobbs, ganando el Campeonato Hardcore de WCW, pero lo perdió ante Knobbs el 20 de febrero. El 12 de junio, el equipo se disolvió y Bigelow atacó a Page, cambiando a heel. Tras esto, empezó un feudo con Mike Awesome, culminando en una lucha en Starrcade, la cual fue ganada por Awesome.

### Circuito independiente (2002-2006)
Bigelow permaneció en WCW hasta que en marzo de 2001 fue comprada por WWF. Sin embargo, Bigelow no firmó con WWF y esperó hasta junio de 2002 a que su contrato con Time Warner terminara. Tras esto, hizo algunas apariciones en promociones de los Estados Unidos. Su última lucha antes de retirarse fue el 25 de octubre de 2006 en la American Combat Wrestling, haciendo equipo con Ralph Mosca bajo el nombre de "The Syndicate", derrotando a Overkill (Homeless Fred & Twiztid).

## Fallecimiento
La madrugada del 19 de enero de 2007, Bigelow fue encontrado muerto en su casa por Remiesiewicz a las 10.00 en Hudson, Florida a los 45 años de edad. Antes de su muerte, Bigelow sufrió una infección persistente y diabetes. El 3 de marzo de 2007, el Tampa Tribune informó que la autopsia había revelado que la causa de la muerte de Bigelow fue una sobredosis de cocaína y benzodiazepinas. Bigelow además sufría del corazón, específicamente una afección cardiovascular arteriosclerótica.

## Campeonatos y logros
- Continental Wrestling Association
  - AWA Southern Heavyweight Championship (1 vez)

- Extreme Championship Wrestling
  - ECW World Heavyweight Championship (1 vez)
  - ECW World Television Championship (1 vez)

- NWA Northeast
  - NWA Northeast Heavyweight Championship (1 vez)

- New Japan Pro Wrestling
  - IWGP Tag Team Championship (1 vez) - con Big Van Vader

- Universal Superstars of America
  - USA Heavyweight Championship (1 vez)

- USA Pro Wrestling / USA Xtreme Wrestling
  - USA Pro/UXW Heavyweight Championship (2 veces)

- World Championship Wrestling
  - WCW Hardcore Championship (1 vez)
  - WCW World Tag Team Championship (2 veces) - con Diamond Dallas Page & Kanyon

- World Class Wrestling Association
  - WCWA Television Championship (1 vez)

- Wrestle Association R
  - WAR World Six-Man Tag Team Championship (1 vez) - con Hiromichi Fuyuki & Yoji Anjo
  - WAR Six Man Tag Team Tournament (1994) - con Genichiro Tenryu & Atsushi Onita

- Pro Wrestling Illustrated
  - Situado en el N°58 en los PWI 500 de 1991[9]
  - Situado en el N°84 en los PWI 500 de 1992[10]
  - Situado en el N°33 en los PWI 500 de 1993[11]
  - Situado en el N°24 en los PWI 500 de 1994[12]
  - Situado en el N°30 en los PWI 500 de 1995[13]
  - Situado en el N°71 en los PWI 500 de 1996[14]
  - Situado en el N°126 en los PWI 500 de 1997[15]
  - Situado en el N°48 en los PWI 500 de 1998[16]
  - Situado en el N°27 en los PWI 500 de 1999[17]
  - Situado en el N°118 en los PWI 500 de 2000[18]
  - Situado en el N°68 dentro de los mejores 500 luchadores de la historia - PWI Years, 2003.[19]
  - Situado en el Nº36 dentro de los 100 mejores equipos de la historia - con Big Van Vader; PWI Years, 2003[20]

- Wrestling Observer Newsletter
  - WON Debutante del año - 1986
  - WON Peor lucha del año - 1993 con Bastion Booger & The Headshrinkers vs. The Bushwhackers & Men on a Mission (24 de noviembre, Survivor Series)